# Weidorje
Weidorje — группа, сформированная бывшими участниками Magma Бернаром Паганотти и Патриком Готье и выпустившая всего один альбом, о котором говорят, что это, возможно, один из пиков развития стиля цойль и чистейшей воды авант-прог. Альбом вышел в 1978 году и назывался так же, как группа. Он был переиздан в 1992 году на компакт-диске с двумя концертными бонус-треками. Было написано несколько композиций для второго диска, которые пригодились для других проектов, но сама группа распалась около 1979 года.